# Municipio de Prairie Creek (Iowa)
El municipio de Prairie Creek (en inglés: Prairie Creek Township) es un municipio ubicado en el condado de Dubuque en el estado estadounidense de Iowa. En el año 2010 tenía una población de 613 habitantes y una densidad poblacional de 6,6 personas por km².

## Geografía
El municipio de Prairie Creek se encuentra ubicado en las coordenadas 42°20′19″N 90°50′24″O / 42.33861, -90.84000. Según la Oficina del Censo de los Estados Unidos, el municipio tiene una superficie total de 92.86 km², de la cual 92,86 km² corresponden a tierra firme y (0 %) 0 km² es agua.

## Demografía
Según el censo de 2010, había 613 personas residiendo en el municipio de Prairie Creek. La densidad de población era de 6,6 hab./km². De los 613 habitantes, el municipio de Prairie Creek estaba compuesto por el 99,35 % blancos, el 0,33 % eran afroamericanos, el 0,16 % eran de otras razas y el 0,16 % eran de una mezcla de razas. Del total de la población el 0,98 % eran hispanos o latinos de cualquier raza.